# Juego de las Estrellas de la Major League Soccer 2004

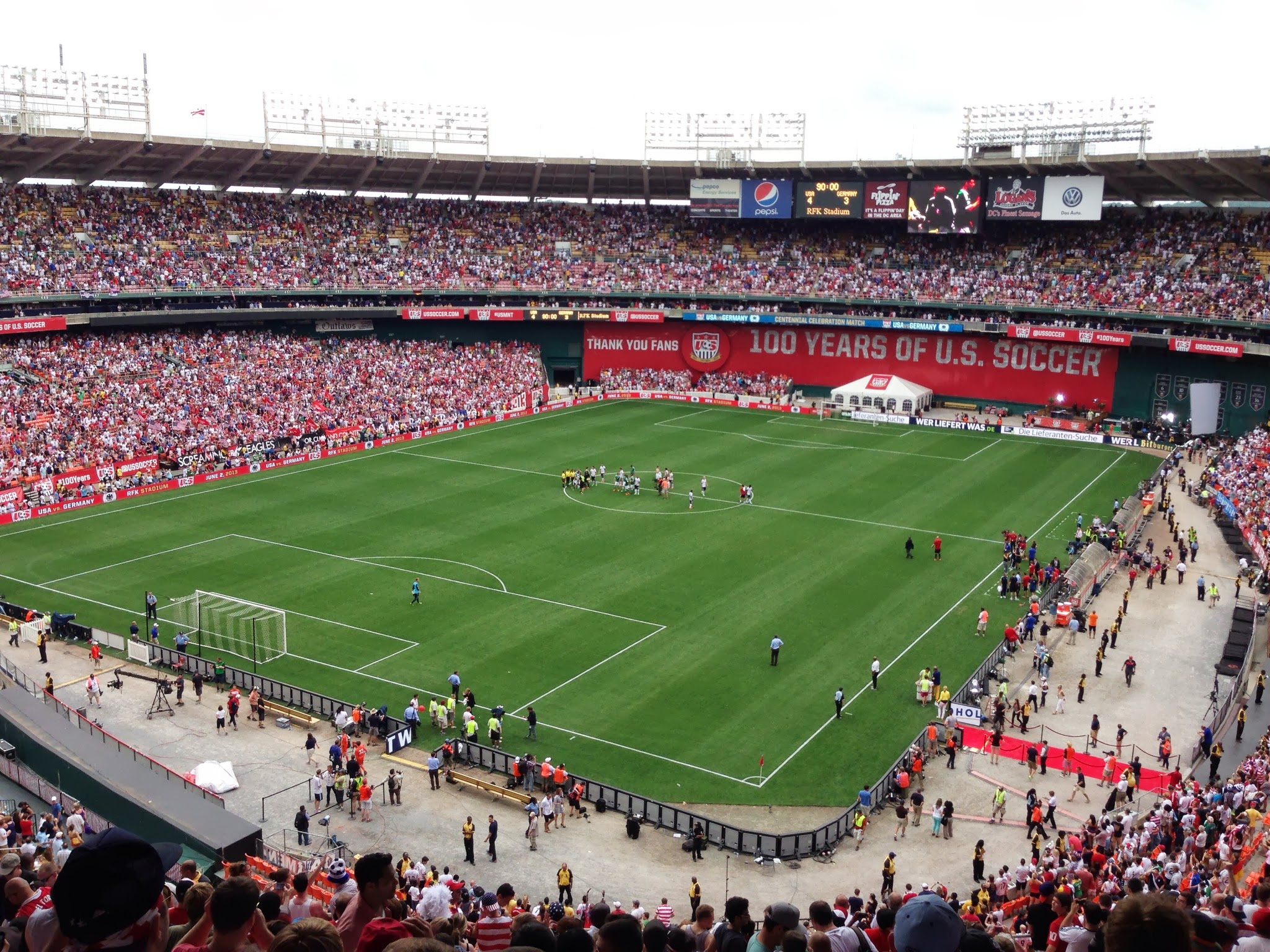
Robert F. Kennedy Memorial Stadium

El Juego de las Estrellas de la Major League Soccer 2004 fue la novena edición del Juego de las Estrellas de la Major League Soccer, se jugó el 31 de julio de 2004 donde participaron los mejores jugadores divididos en dos equipos que representan a cada conferencia. El partido se disputó en el Home Depot Center en Robert F. Kennedy Memorial Stadium en Washington D. C.
El equipo de la conferencia del Este se quedó con el partido tras derrotar por 3-2 al equipo del Oeste.
| Este 3 | Oeste 2 |

## El partido
| 13 | POR | Henry Ring     | 46'     |
| 2  | DEF | Frankie Hejduk |         |
| 33 | DEF | Jim Curtin     |         |
| 25 | DEF | Robin Fraser   |         |
| 23 | DEF | Eddie Pope     | 46'     |
| 14 | MED | Chris Armas    | 46'     |
| 24 | MED | Eddie Gaven    | 46' 81' |
| 20 | MED | Amado Guevara  | 81'     |
| 30 | MED | Dema Kovalenko |         |
| 99 | DEL | Jaime Moreno   |         |
| 3  | DEL | Damani Ralph   | 46'     |
| DT | DT  | Piotr Nowak    |         |

| 1  | POR | Pat Onstad        | 46'     |
| 4  | DEF | Chris Albright    |         |
| 12 | DEF | Jeff Agoos        | 73'     |
| 14 | DEF | Cory Gibbs        | 46' 73' |
| 31 | DEF | Jimmy Conrad      |         |
| 15 | MED | Andreas Herzog    | 46'     |
| 23 | MED | Richard Mulrooney | 46' 73' |
| 6  | MED | Ronnie O'Brien    | 73'     |
| 24 | DEL | Brian Ching       | 46'     |
| 5  | DEL | Landon Donovan    |         |
| 20 | DEL | Carlos Ruiz       | 73'     |
| DT | DT  | Sigi Schmid       |         |

| 1  | POR | Jon Busch          | 46' |
| 12 | MED | Steve Ralston      | 46' |
| 5  | MED | Shalrie Joseph     | 46' |
| 17 | DEL | Pat Noonan         | 46' |
| 9  | DEL | Freddy Adu         | 46' |
| 11 | DEL | Alecko Eskandarian | 46' |

| 22 | POR | Kevin Hartman  | 46' |
| 16 | MED | Kerry Zavagnin | 46' |
| 11 | MED | Chris Klein    | 46' |
| 7  | MED | Jovan Kirovski | 46' |
| 9  | DEL | Jason Kreis    | 46' |

| Anotado | 20'        | Amado Guevara      |
| Anotado | 22' (pen.) | Amado Guevara      |
| Anotado | 74'        | Alecko Eskandarian |

| Anotado | 43' | Brian Ching |  |
| Anotado | 89' | Jason Kreis |  |

| Árbitro             | Michael Kennedy    |
| Árbitros asistentes | Kermit Quisenberry |
| Árbitros asistentes | Thomas Supple      |

| 13 | POR | Henry Ring     | 46'     |
| 2  | DEF | Frankie Hejduk |         |
| 33 | DEF | Jim Curtin     |         |
| 25 | DEF | Robin Fraser   |         |
| 23 | DEF | Eddie Pope     | 46'     |
| 14 | MED | Chris Armas    | 46'     |
| 24 | MED | Eddie Gaven    | 46' 81' |
| 20 | MED | Amado Guevara  | 81'     |
| 30 | MED | Dema Kovalenko |         |
| 99 | DEL | Jaime Moreno   |         |
| 3  | DEL | Damani Ralph   | 46'     |
| DT | DT  | Piotr Nowak    |         |

| 1  | POR | Pat Onstad        | 46'     |
| 4  | DEF | Chris Albright    |         |
| 12 | DEF | Jeff Agoos        | 73'     |
| 14 | DEF | Cory Gibbs        | 46' 73' |
| 31 | DEF | Jimmy Conrad      |         |
| 15 | MED | Andreas Herzog    | 46'     |
| 23 | MED | Richard Mulrooney | 46' 73' |
| 6  | MED | Ronnie O'Brien    | 73'     |
| 24 | DEL | Brian Ching       | 46'     |
| 5  | DEL | Landon Donovan    |         |
| 20 | DEL | Carlos Ruiz       | 73'     |
| DT | DT  | Sigi Schmid       |         |

| 1  | POR | Jon Busch          | 46' |
| 12 | MED | Steve Ralston      | 46' |
| 5  | MED | Shalrie Joseph     | 46' |
| 17 | DEL | Pat Noonan         | 46' |
| 9  | DEL | Freddy Adu         | 46' |
| 11 | DEL | Alecko Eskandarian | 46' |

| 22 | POR | Kevin Hartman  | 46' |
| 16 | MED | Kerry Zavagnin | 46' |
| 11 | MED | Chris Klein    | 46' |
| 7  | MED | Jovan Kirovski | 46' |
| 9  | DEL | Jason Kreis    | 46' |

| Anotado | 20'        | Amado Guevara      |
| Anotado | 22' (pen.) | Amado Guevara      |
| Anotado | 74'        | Alecko Eskandarian |

| Anotado | 43' | Brian Ching |  |
| Anotado | 89' | Jason Kreis |  |

| Árbitro             | Michael Kennedy    |
| Árbitros asistentes | Kermit Quisenberry |
| Árbitros asistentes | Thomas Supple      |